# Carlos Amado Molina
Carlos Amado Molina (* 25. Mai 1983 in Pátzcuaro) ist ein mexikanischer Profiboxer und ehemaliger Weltmeister der IBF im Halbmittelgewicht.

## Boxkarriere
Molina bestritt lediglich sieben Amateurkämpfe und hatte seinen ersten Profikampf im Oktober 2003 in Wisconsin. Nach acht Siegen und einer Niederlage gegen Aufbaugegner, boxte er am 16. Dezember 2005 in Mexiko gegen Julio César Chávez junior, wobei es zu einem Unentschieden kam. Beim Rückkampf zwei Monate später, verlor Molina jedoch knapp mit 2:1 Richterstimmen nach Punkten. In seinen nächsten Kämpfen unterlag er zudem nach Punkten gegen Wayland Willingham und Mike Alvarado.
Er blieb jedoch in seinen nächsten zwölf Kämpfen ungeschlagen, wobei er sich unter anderem gegen Danny Perez und Kermit Cintrón durchsetzen konnte. Gegen Erislandy Lara, erreichte er im März 2011 ein Unentschieden. Gegen James Kirkland wurde er im März 2012 disqualifiziert, da einer von Molinas Betreuern zu früh den Ring betrat. Zwar war die Runde offiziell vorbei, doch wurde Molina noch aufgrund eines Niederschlages angezählt.
Mit anschließenden Punktsiegen gegen Damian Frias und Cory Spinks, qualifizierte er sich für einen IBF-WM-Kampf im Halbmittelgewicht gegen Ishe Smith, den Molina am 14. September 2013 nach Punkten gewann. Seine erste Titelverteidigung verlor er im Oktober 2014 nach Punkten gegen Cornelius Bundrage.